# Panthera palaeosinensis
Panthera palaeosinensis je vyhynulý druh velké kočkovité šelmy, jehož fosílie se nalezly v severní Číně. Dříve byl považován za možného předka dnešního tygra. Novější výzkumy ho řadí spíše jako předka levharta či lva, resp. obecně rodu Panthera, což by ukazovalo na asijský původ velkých koček. Podle nalezené lebky dlouhé 262 mm lze usuzovat, že byl velký asi jako mohutnější levhart. Hmotnost se pohybovala okolo 70 kg. Žil ještě zhruba před 2-3 miliony let na rozhraní pliocénu a pleistocénu, ačkoliv ranější původ je velmi pravděpodobný (rozhraní miocén/pliocén).